# Microcebus mittermeieri
Microcebus mittermeieri är en primat i släktet musmakier som beskrevs av Louis Coles Jr. et al. 2006. Arten är uppkallad efter den amerikanska zoologen Russell Mittermeier.
Med en vikt av cirka 40 g är den en av de minsta arterna i släktet musmakier. Den har rödbrun päls på ovansidan och ljusbrun päls på undersidan. Kännetecknande är orange skuggor på överarmarna nära axeln samt på låren nära höften. Nosens ovansida är vit och dessutom förekommer några gula ställen i ansiktet. Svansen är på ovansidan täckt av brun päls medan undersidan och spetsen är svarta.
Arten förekommer på norra Madagaskar i en mindre bergstrakt som ligger cirka 1050 meter över havet med de högsta topparna vid 1760 meter över havet. Utbredningsområdet är troligen inte större än 430 km². Habitatet utgörs av regnskogar och av andra mer eller mindre fuktiga skogar.
Microcebus mittermeieri hotas av skogsavverkningar i samband med etablering av jordbruksmark. Den förekommer bland annat i ett naturskyddsområde. IUCN listar arten som starkt hotad (EN).